# Grenze zwischen der Elfenbeinküste und Liberia

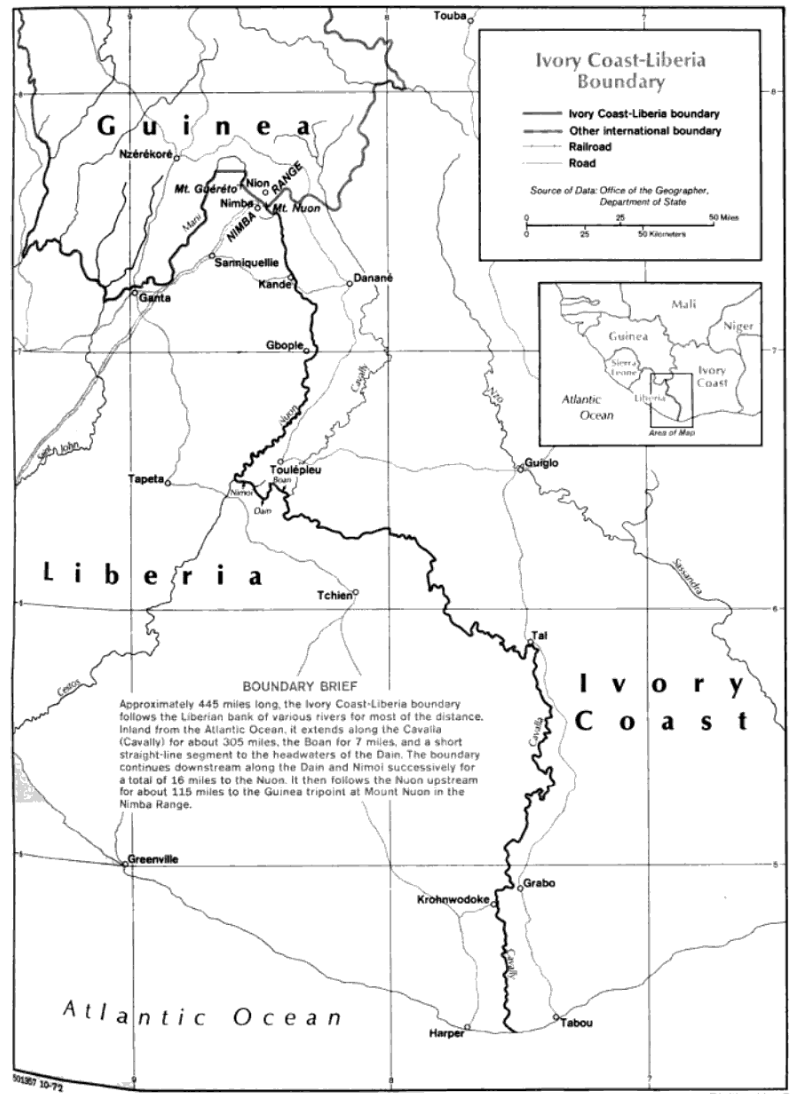
Karte des Grenzverlaufs

Die Grenze zwischen der Elfenbeinküste (Côte d’Ivoire) und Liberia trennt als internationale Land- und Seegrenze diese beiden Staaten. Die Länge der Grenze wird mit 716 oder 778 km (nach der CIA-Karte „approximately 445 miles“) angegeben. Sie verläuft vom Dreiländereck mit Guinea zum Atlantischen Ozean östlich von Cape Palmas.

## Geschichte

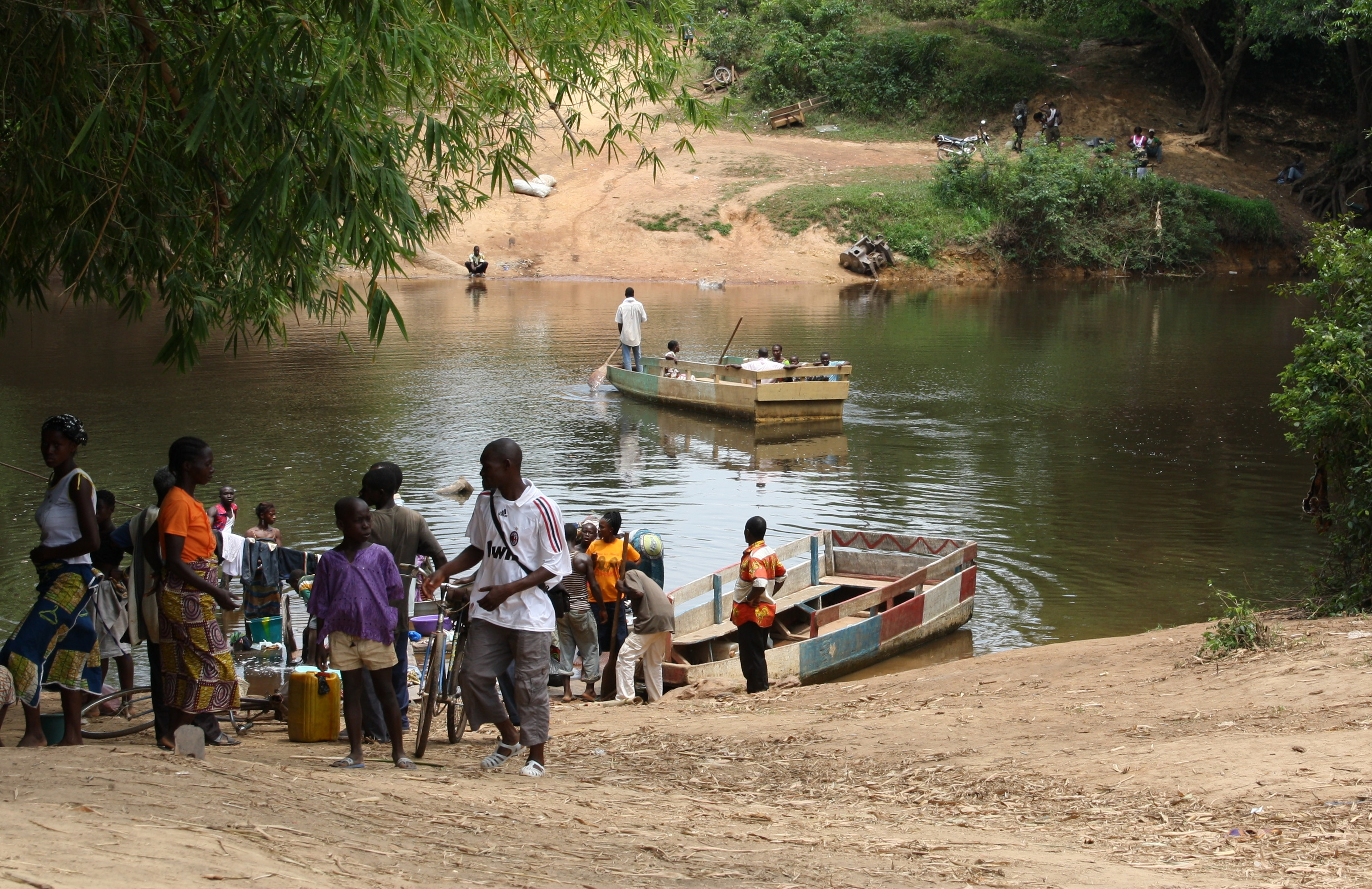
Flüchtlinge im Bürgerkrieg der Elfenbeinküste beim Überqueren des Grenzflusses 2011

Die Elfenbeinküste (amtlich: République Côte d’Ivoire) kam ab 1843 (Errichtung des Marinestützpunkts Grand-Bassam) unter französischen Einfluss und wurde 1893 zur französischen Kolonie, ab 1895 als Teil von Französisch-Westafrika (AOF), erklärt. Am 7. August 1960 wurde das Land unabhängig. Liberia entstand 1822 als Kolonie freigelassener Sklaven aus den Vereinigten Staaten von Amerika; der staatliche Zusammenschluss erfolgte am 26. Juli 1847 (mit dem Beitritt von Maryland in Liberia am 6. April 1857). Um die Herrschaftsverhältnisse im Landesinneren zu klären, schlossen Frankreich und Liberia am 8. Dezember 1892 einen Vertrag, der den Grenzverlauf in Umrissen am Cavally-Fluss und weiter mit einer Folge gerader Strecken festlegte. Da dies zu Unklarheiten führte, wurde die Grenze in einem weiteren Vertrag vom 18. Dezember 1907 weiter nach Süden auf ihre gegenwärtige Position verschoben. Eine teilweise Abmarkung im Gelände erfolgte von 1926 bis 1929.
Die Elfenbeinküste wurde im August 1960 unabhängig. Die Anliegerstaaten bekräftigten 1961, die bestehende Grenze zu respektieren.

## Grenzverlauf
Die Grenze verläuft vom Dreiländereck mit Guinea (7°33'36"N, 8°28'12"W) in der Nähe des Mont Nimba (1752 m) in den Nimbabergen zunächst kurz über Land zum auch als Nuon oder Nipoué bekannten Cestos River, dem sie nach Süden bis auf die Höhe von Toulépleu in der Elfenbeinküste folgt. Sie verläuft weiter kurz in den Flüssen Dain, Nimoi und Boan, erreicht dann den Cavally (oder Cavalla) und in diesem bis zu seiner Mündung in den Atlantischen Ozean 21 km östlich von Cape Palmas und der Stadt Harper (Liberia) im extremen Südwesten von Westafrika.

## Orte in Grenznähe

### Elfenbeinküste
- Toulépleu
- Taï
- Grabo

### Liberia
- Gbople
- Butlo
- Kpeaple
- Yopie Podogle
- Tliapie
- Tobli
- Towabli
- Kola
- Balike
- Drubo
- Galio
- Tawrokehn
- Yibuke
- Nemeke
- Kedeke